# Гурівська сільська рада
| Гурівська сільська рада — орган місцевого самоврядування у Кропивницькому районі Кіровоградської області з адміністративним центром у с. Гурівка. Сільській раді підпорядковані населені пункти: - с. Благодатне - с. Бокове - с. Братолюбівка - с. Варварівка - с. Василівка - с. Веселі Боковеньки - с. Ганнівка - с. Гурівка - с. Дубровине - с. Зелений Гай - с. Іванівка - с. Нагірне - с. Никифорівка - с. Пишне - с. Ситаєве - с. Червоне |

## Склад ради
Рада складається з 22 депутатів та голови.

### Керівний склад ради
| ПІБ                          | Основні відомості                                                                                 | Дата обрання | Дата звільнення |
| ---------------------------- | ------------------------------------------------------------------------------------------------- | ------------ | --------------- |
| Василенко Олена Василівна    | Сільський голова, 1959 року народження, освіта вища                                               | 26.03.2006   | 31.10.2010      |
| Василенко Олена Василівна    | Сільський голова, 1959 року народження, освіта вища, партія "Партії регіонів"                     | 31.10.2010   | 25.10.2015      |
| Василенко Олена Василівна    | Сільський голова, 1959 року народження, освіта вища, партія "БЛОК ПЕТРА ПОРОШЕНКА "СОЛІДАРНІСТЬ"" | 25.10.2015   | 22.12.2019      |
| Василенко Олена Василівна    | Сільський голова, 1959 року народження, освіта вища, партія "СЛУГА НАРОДУ"                        | 22.12.2019   | 25.10.2020      |
| Склярчук Анатолій Степанович | Сільський голова, 1967 року народження, освіта вища, партія "ЗА МАЙБУТНЄ"                         | 25.10.2020   | -               |

Примітка: таблиця складена за даними джерела

## Населення
Згідно з переписом УРСР 1989 року чисельність наявного населення сільської ради становила 2141 особа, з яких 1063 чоловіки та 1078 жінок.
За переписом населення України 2001 року в сільській раді мешкали 1702 особи.
Станом на 01.02.2021 населення громади становить 5833.

### Мова
Розподіл населення за рідною мовою за даними перепису 2001 року:
| Мова       | Відсоток |
| ---------- | -------- |
| українська | 96,99 %  |
| російська  | 2,66 %   |
| молдовська | 0,24 %   |
| білоруська | 0,12 %   |